# Orecta lycidas
Orecta lycidas är en fjärilsart som beskrevs av Jean Baptiste Boisduval 1875. Orecta lycidas ingår i släktet Orecta och familjen svärmare. Inga underarter finns listade i Catalogue of Life.